# Jaroslav Stehlík
Jaroslav L. Stehlík (ur. 11 kwietnia 1923 w Igławie, zm. w 2019 w Brnie) – czeski entomolog, specjalizujący się w heteropterologii.
Uczęszczał do gimnazjum w Třebíču. Studiował na Wydziale Nauk Przyrodniczych Uniwersytetu Masaryka w Brnie. Pracował na Wydziale Entomologicznym Muzeum Ziemi Morawskiej, w 1947 roku zostając jego kierownikiem. Od 1955 roku był wicedyrektorem tegoż muzeum, a w latach 1957–1958 jego dyrektorem. W latach 1960–1968 zatrudniony był jako kierownik w Instytucie Biologii, a od 1968 roku jako kierownik Wydziału Przyrodniczego tego muzeum. Swoje badania kontynuował również po odejściu na emeryturę.
Stehlík był autorem dziesiątek prac naukowych, poświęconych głównie pluskwiakom różnoskrzydłym. Zajmował się faunistyką, chorologią i ekologią pluskwiaków różnoskrzydłych Moraw i Słowacji oraz taksonomią światowej fauny Pyrrhocoroidea, nadrodziny obejmującej kowalowate i Largidae.
W 2006 roku nadano mu członkostwo honorowe Českiej společnosti entomologickiej.